# Okręg Werdenberg
Werdenberg (niem. Wahlkreis Werdenberg) – okręg w Szwajcarii, w kantonie St. Gallen.  
Okręg składa się z sześciu gmin (Gemeinde) o powierzchni 206,51 km² i o liczbie mieszkańców 40 568.

## Gminy
1. Buchs
2. Gams
3. Grabs
4. Sennwald
5. Sevelen
6. Wartau